# Таємниця країни суниць (мультфільм)
«Таємниця країни суниць» — анімаційний фільм 1973 року Творчого об'єднання художньої мультиплікації студії Київнаукфільм, за однойменною казкою Радія Полонського.

## Сюжет
Піонери Дениско і Лариска без дозволу покидають піонерський табір, щоб назбирати суниць. Дорогою вони бачать білу ворону і, спостерігаючи за нею, гублять компас. Дениско знаходить в дуплі дерева вхід до чарівної Країни Суниць, де повно ягід, але також живуть Хвальки, Підлизи, Ябеди та Хулігани.
Хвальки вихваляються перед своїм начальником Одновусим хто зібрав більше ягід. Але вони гублять суниці, за що Одновусий їх шмагає. Піонери проганяють Одновусого, а один з Хвальків розповідає про Країну Суниць. Дениско дарує Хвальку м'яча і той згоджується допомогти їм знайти компас. Він приводить дітей в місто Підлиз, які хвалять піонерів, але ті не піддаються на лестощі. 
Діти наздоганяють Одновусого, який вкрав компас, але один з Підлиз падає в яму і піонери рятують його. Потім вони приходять в місто Ябед, де Хвалько викрадає компас. Проте втручається Ябеда і Одновусий знову заволодіває компасом. Коли Дениско повертає його, за компасом прибувають Хулігани. Хулігани зв'язують Лариску з Деником, а Одновусий наказує кинути їх до ями.
В ямі піонери знаходять дверцята, крізь які потрапляють до підземелля Чудовиська, якому Одновусий згодовує суниці. Чудовисько ділиться з Одновусим задумом з допомогою компаса знайти чарівний камінь, який виконує бажання. Чудовисько бажає, щоби всі діти стали Хвальками, Підлизами, Ябедами та Хуліганами.
Піонери першими знаходять чарівний камінь, Дениско бажає потрапити додому, але Лариска зупиняє його, бо всі діти Країни Суниць так і залишаться під владою Чудовиська. Лариска промовляє бажання щоб діти стали правдивими, чесними та дружніми. Щойно вони це кажуть, як опиняються біля піонерського табору. Рибалка помічає їх та грозиться розказати про їхню витівку вожатій. Лариска говорить, що один Ябеда все-таки залишився.

## Над мультфільмом працювали
- Режисери: Алла Грачова, Костянтин Чикін
- Автор сценарію: Алла Грачова
- Композитор: Леонід Вербицький
- Художники-постановники: Т. Черні, Жанна Покулита
- Оператор: Анатолій Гаврилов
- Звукорежисер: Ігор Погон
- Художники-мультиплікатори: Іван Давидов, Марк Драйцун, Валентин Кушнірьов, Олена Малашенкова, Ніна Чурилова, Єфрем Пружанський, Олександр Лавров, Олександр Мазаєв, Адольф Педан, Михайло Титов, Костянтин Чикін
- Асистенти: А. Тищенко, В. Рябкіна, К. Луцько, Юна Срібницька, А. Назаренко, М. Вострецов, С. Тесленко, І. Правдіна, О. Мухін
- Редактор: Світлана Куценко
- Директор картини: Іван Мазепа

## Ролі озвучили
- Ліна Будник — Дениско
- Людмила Козуб — Лариска
- Людмила Ігнатенко — Кузька, Кив, Муха
- Володимир Коршун — Одновусий, Чудовисько